# Bernie (Missouri)
Bernie is een plaats (city) in de Amerikaanse staat Missouri, en valt bestuurlijk gezien onder Stoddard County.

## Demografie
Bij de volkstelling in 2000 werd het aantal inwoners vastgesteld op 1777.
In 2006 is het aantal inwoners door het United States Census Bureau geschat op 1801, een stijging van 24 (1,4%).

## Geografie
Volgens het United States Census Bureau beslaat de plaats een oppervlakte van
3,2 km², geheel bestaande uit land. Bernie ligt op ongeveer 93 m boven zeeniveau.

## Plaatsen in de nabije omgeving
De onderstaande figuur toont nabijgelegen plaatsen in een straal van 20 km rond Bernie.